# Марія Кочеткова
Марія Кочеткова — російська та американська солістка балету.

## Походження та навчання
У дитинстві Марія Кочеткова захоплювалася фігурним катанням і художньою гімнастикою, хотіла стати спортсменкою. Ідею навчатися в балетній школі запропонували її батьки, інженери за фахом. Відповідаючи на запитання телеведучої Юліана Макарова, Марія розповідала про безперервну працю протягом восьми років, оскільки в школі доводилося займатися з дев'ятої ранку до шостої вечора, а репетиції були іноді навіть пізніше. На її думку, цінність навчання в радянських балетних школах полягає серед іншого в тому, що серйозна увага приділяється історії культури, мистецтва, літератури. Марія поступила в Московську академію хореографії в 1994 році. Навчалася в класі Софії Миколаївни Головкіної, закінчила навчання в 2002 році по класу Олени Олександрівни Бобрової, отримавши червоний диплом з відзнакою.
Будучи студенткою випускного курсу, брала участь у міжнародному конкурсі учнів балетних шкіл «Приз Лозанни (Швейцарія) і потім у міжнародному конкурсі артистів балету в Москві. Вигравши в Лозанні стипендію на річне стажування, вибрала можливість навчання в англійській школі королівського балету в Лондоні. Після завершення стажування в 2003 році 19-річну Марію вступила в трупу Англійського національного балету, де через чотири роки отримала статус солістки.
У процесі навчання Марії давали зрозуміти, що її маленький зріст (1 метр 52 см) для керівництва провідних російських театрів є великим недоліком, що її репертуар буде дуже вузьким.
Марія зізнається, що багато нового для себе відкривала, беручи участь у постановках відомих англійських балетних артистів та хореографів — Фредеріка Аштона і Джона Кренка (неокласичного напрямку), Крістофера Вілдона та Вейна МакГрегора (сучасного танцю).
У 2007 році Марія отримала запрошення від Гелга Томассона, балетмейстера і художнього керівника Балета Сан-Франциско у США, на постійний контракт в статусі прима-балерини.

## Виступи у США
З 2007 року Марія Кочеткова — прима-балерина театру балету в Сан-Франциско і запрошена солістка Американського театру балету (ABT) в Нью-Йорку. Її чоловік — підприємець Едвард Кінг (англ. Edward King) теж переїхав з Англії до США.
Марія розуміє, що темп роботи в США помітно інтенсивніше. Але це їй теж подобається, а інакше «не встигнеш озирнутися, як балетна життя закінчиться». Вона згадує, як вибравшись на короткі канікули до Венеції, несподівано отримала дзвінок від художнього керівника «ABT» Кевіна Маккензі з проханням прилетіти до Нью-Йорка, щоб замінити в «Лебединому озері» травмовану виконавицю ролі Одетти і Оділії.
Для відпочинку від напруженої роботи Марія з чоловіком відправляються на вік-енди в походи по агломерації затоки Сан-Франциско — Mount Tam, Point Reyes. Такі вилазки на природу, за словами Маші, її очищають і покращують самопочуття (англ. «It clears my head, and I feel good»).
Коли для рекламної кампанії у виконанні Кочеткової знімався фрагмент з «Лускунчика» в театрі «Орфей» Лос-Анджелеса, їй довелося танцювати з прикріпленої до тіла відеокамерою і смартфоном в руці.
Крім Марії Кочеткової у США працює багато митців, що виїхали з Росії, з якими вона товаришує: балетмейстер-репетитор ABT в Нью-Йорку Ірина Колпакова, в Лос-Анджелесі, колишній пермський педагог Марат Даукаєв, колишня представниця петербурзької балетної школи Агріппині Ваганова.
Найбільше Марія Кочеткова цінує в танці органіку, якщо виникають власні ідеї, ризикує їх перевіряти. Найважче, за її словами, відповідати традиції конкретного балету і в той же час знайти в ролі себе. Буває, що роль відразу ж виглядає органічно, а іноді доводиться домагатися кілька років.
У Сан-Франциско вона виконує провідні ролі в хореографічних постановках Олексія Ратманського і спеціально для неї написаних партіях хореографа Юрія Посохова: «Захват бузком» на музику Бориса Чайковського; «Класична симфонія» на музику Сергія Прокоф'єва та інших.

## Гастролі театрами світу
Крім того, балерина приїжджає для гастрольних виступів в різні театри — Большой, Маріїнський, Михайлівський, Александринський, Московський музичний театр, Єкатеринбурзький театр опери та балету, Пермський театр опери та балету, Великий театр опери і балету Республіки Білорусь.
У 2011 році на сцені Большого театру Марія виконала номер «Одна увертюра», поставлене хореографом Йорма Ело на музику Моцарта. Це був її внесок у «Відображення» — спільний міжнародний проект ГАБТа, артистичного агентства «Ардані», заснованого в 1990 році Сергієм Даніляном та Центру виконавських мистецтв округу Ориндж у Каліфорнії. Італійський хореограф Мауро Бігонцетті визначив характер танцю Маші Кочеткової як легкість.
В 2013 році в Маріїнському театрі Санкт-Петербурга прима-балерина з Сан-Франциско станцювала головні партії балетів Жизель і Лускунчик.
У 2017 році на гала-концерті XVI-го Міжнародного фестивалю балету Dance Open (англ. International Ballet festival Dance Open) в Александрійському театрі Марія Кочеткова і Себастіан Клоборг (англ. Sebastian Kloborg) виконали фрагмент «Лоліта» з балету Swimmer (хореографія Юрія Посохова з використанням музики Тома Вейтса).
В 2018 році на Міжнародному балетному фестивалі «Бенуа де ля Данс» у Большому театрі було оголошено заздалегідь, що Марія Кочеткова візьме участь у гала-концерті зірок балету і отримає присвячений пам'яті Олександра Бенуа і Леоніда М'ясіна спеціальний російсько-італійський приз «Бенуа-Москва — Мясін-Позітано», автором статуетки якого є представник прославленого сімейства Бенуа — паризький скульптор Ігор Устинов.
На цьому фестивалі, який називають «Оскаром» для танцюристів, в постановці британського хореографа Девіда Доусона «І коли пройшов день» Марія Кочеткова з данцем Себастіяном Клоборгом танцювали в костюмах, створених спеціально для них дизайнерами французької компанії Chloé та її креативним директором Наташею Рамсей-Леві (фр. Natacha Ramsay-Levi). Це створювало враження невагомої димки на тілі, гармонуючи з її характерною легкістю, яку відзначав італієць Мауро Бігонцетті. Про незвичайну легкість і романтичність Марії Кочеткової на балетній сцені говорить також американський критик Підлогу Париш (англ. Paul Parish).

## Хобі
При постійній зайнятості у виставах Марію надихають також різні форми візуального мистецтва, яскраві візерунки, контрасти кольору і силуетів. Вона бере участь у творчому проекті Bombay Beach Biennale.
Дизайнер моди Жюльєн Девід (англ. Julien David, називає Кочеткову своєю музою, каже, що у неї ексцентричний стиль, вона не боїться незвичайної моди і хоче, щоб одяг відображав її особистість. Марія часто з'являється у великих круглих окулярах, як у Айріс Апфель.

## Репертуар
Репертуар Марії Кочеткової на противагу тому, що пророкували за її маленького росту, виявився на рідкість багатим і різноманітним. Він включає провідні партії в балетах таких відомих хореографів, як Джордж Баланчин, Фредерік Аштон, Джон Кренко, Кеннет Макміллан, Джером Роббінс, Вільям Форсайт, Хелги Томассон, Олексій Ратманський, Уейн Макгрегор, Марк Морріс, Юрій Посохов, Йорма Ело, Крістофер Вілдон.
Маря Кочеткова виконує дуже багато ролей: Жізель («Жізель»), Одетта-Оділлія («Лебедине озеро»), Джульєтта («Ромео і Джульєтта»), Кітрі («Дон Кіхот»), Тетяна («Онєгін»), Ірина («Зимові мрії»), Франческа («Франческа да Ріміні»), Сванільда («Коппелія»), Клара, Фея Драже, Снігова королева, /Гран па де де/ («Лускунчик»), Аліса («Аліса у дивокраї»), Солістка («Три гносьєнни»), Солістка («Мільйон поцілунків на моїй шкірі»), Солістка («Душа»), Солістка («Весела симфонієтта»), Солістка («Тріо»). Також у цьому списку провідні партії в балетах: «Дивертисмент № 15», «Смарагди» / «Коштовності», «Рубіни» / «Коштовності, «Серенада», «Тема з варіаціями», «Шотландська симфонія», «Симфонія до мажор» (II частина), «Опус 19 / Мрійник», «Ф'южн», «Подвійне зло», «Мене очима тільки пий», «Балет наждачного паперу», «Привиди», «Посередині, трохи на піднесенні», «Артифакт-сюїта», «Симфонічні варіації», «Голоси весни», «Російські сезони» тощо.

## Нагороди (вибірково)
Марія Кочеткова — призерка багатьох балетних конкурсів, що проходили в різних містах світу.
- 2001 — III премія Міжнародного конкурсу артистів балету та хореографів, Москва / Росія.
- 2002 — II премія Міжнародного конкурсу артистів балету і приз прес-журі, Варна / Болгарія.
- 2002 — золота медаль міжнародного балетного конкурсу «Приз Лозанни», Лозанна / Швейцарія.
- 2003 — I премія міжнародного балетного конкурсу «Приз Люксембургу», Люксембург (місто) / Люксембург.
- 2005 — I премія міжнародних балетних конкурсів: Сеул / Корея; Рим і Рієті / Італія.
- 2009 — золота медаль конкурсу «Суперзірки танцю» у жанрі Реаліті-ТБ телекомпанії Ен-бі-сі / США.
- Сезони 2007/2008 та 2010/2011 — премія театральної критики імені Айседори Дункан за головну роль балету «Жізель», Сан-Франциско / США.
- 2014 — національна премія британського співтовариства критиків National Dance Awards в номінації «Найкраща танцівниця».
- 2018 — російсько-італійський приз «Бенуа-Москва — Мясін-Позітано».